# Vuelta a Andalucía 1998
La Vuelta a Andalucía 1998,
quarantaquattresima edizione della corsa ciclistica, si svolse dal 15 al 19 febbraio 1998 su un percorso di 840 km ripartiti in 5 tappe. Fu vinta dallo spagnolo Marcelino García della ONCE davanti al francese Laurent Jalabert e allo spagnolo David Etxebarria.

## Tappe
| Tappa  | Data        | Percorso                               | km    | Vincitore di tappa | Leader cl. generale |
| ------ | ----------- | -------------------------------------- | ----- | ------------------ | ------------------- |
| 1ª     | 15 febbraio | Siviglia > Siviglia                    | 157.8 | Robbie McEwen      | Robbie McEwen       |
| 2ª     | 16 febbraio | La Rinconada > Malaga                  | 214.9 | Tom Steels         | Robbie McEwen       |
| 3ª     | 17 febbraio | Puerto Deportivo Benal Madena > Lucena | 169.6 | Marcelino García   | Marcelino García    |
| 4ª     | 18 febbraio | Puente Genil > Jaén                    | 147.3 | Max van Heeswijk   | Marcelino García    |
| 5ª     | 19 febbraio | Úbeda > Granada                        | 150.3 | Tom Steels         | Marcelino García    |
| Totale | Totale      | Totale                                 | 840   |                    |                     |

## Dettagli delle tappe

### 1ª tappa
- 15 febbraio: Siviglia > Siviglia – 157,8 km

| Pos. | Corridore       | Squadra   | Tempo    |
| ---- | --------------- | --------- | -------- |
| 1    | Robbie McEwen   | Rabobank  | 4h02'42" |
| 2    | Léon van Bon    | Rabobank  | s.t.     |
| 3    | George Hincapie | US Postal | s.t.     |

| Pos. | Corridore     | Squadra  | Tempo    |
| ---- | ------------- | -------- | -------- |
| 1    | Robbie McEwen | Rabobank | 4h02'42" |

### 2ª tappa
- 16 febbraio: La Rinconada > Malaga – 214,9 km

| Pos. | Corridore     | Squadra  | Tempo    |
| ---- | ------------- | -------- | -------- |
| 1    | Tom Steels    | Mapei    | 5h34'17" |
| 2    | Erik Zabel    | Telekom  | s.t.     |
| 3    | Robbie McEwen | Rabobank | s.t.     |

| Pos. | Corridore     | Squadra  | Tempo    |
| ---- | ------------- | -------- | -------- |
| 1    | Robbie McEwen | Rabobank | 9h36'59" |

### 3ª tappa
- 17 febbraio: Puerto Deportivo Benal Madena > Lucena – 169,6 km

| Pos. | Corridore        | Squadra | Tempo    |
| ---- | ---------------- | ------- | -------- |
| 1    | Marcelino García | ONCE    | 4h33'36" |
| 2    | Laurent Jalabert | ONCE    | a 5"     |
| 3    | David Etxebarria | ONCE    | a 10"    |

| Pos. | Corridore        | Squadra | Tempo     |
| ---- | ---------------- | ------- | --------- |
| 1    | Marcelino García | ONCE    | 14h10'35" |

### 4ª tappa
- 18 febbraio: Puente Genil > Jaén – 147,3 km

| Pos. | Corridore            | Squadra  | Tempo    |
| ---- | -------------------- | -------- | -------- |
| 1    | Max van Heeswijk     | Rabobank | 3h50'52" |
| 2    | Andrei Tchmil        | Lotto    | s.t.     |
| 3    | M. Martín Perdiguero | Kelme    | s.t.     |

| Pos. | Corridore        | Squadra | Tempo     |
| ---- | ---------------- | ------- | --------- |
| 1    | Marcelino García | ONCE    | 18h01'27" |

### 5ª tappa
- 19 febbraio: Úbeda > Granada – 150,3 km

| Pos. | Corridore         | Squadra | Tempo    |
| ---- | ----------------- | ------- | -------- |
| 1    | Tom Steels        | Mapei   | 3h38'31" |
| 2    | Giovanni Lombardi | Telekom | s.t.     |
| 3    | Andrei Tchmil     | Lotto   | s.t.     |

| Pos. | Corridore        | Squadra | Tempo     |
| ---- | ---------------- | ------- | --------- |
| 1    | Marcelino García | ONCE    | 21h39'58" |
| 2    | Laurent Jalabert | ONCE    | a 5"      |
| 3    | David Etxebarria | ONCE    | a 10"     |

## Classifiche finali

### Classifica generale
| Pos. | Corridore           | Squadra   | Tempo     |
| ---- | ------------------- | --------- | --------- |
| 1    | Marcelino García    | ONCE      | 21h39'58" |
| 2    | Laurent Jalabert    | ONCE      | a 5"      |
| 3    | David Etxebarria    | ONCE      | a 10"     |
| 4    | Frank Vandenbroucke | Mapei     | a 15"     |
| 5    | Francisco Cabello   | Kelme     | a 27"     |
| 6    | Ginés Salmerón      | Vitalicio | a 32"     |
| 7    | Vjačeslav Ekimov    | US Postal | s.t.      |
| 8    | Andrei Tchmil       | Lotto     | a 36"     |
| 9    | Juan Miguel Mercado | Vitalicio | s.t.      |
| 10   | Frédéric Bessy      | Casino    | s.t.      |